# 吉沢宗一
吉沢 宗一（よしざわ そういち、1951年2月8日 - ）は、山形県出身の元騎手、現評論家。
息子の吉沢七留（なる）は中舘英二厩舎の調教助手。
兄は元国鉄職員で元JR東日本社員であり、須田鷹雄が就職活動でJR東日本に入社する際の面接官であった。

## 略歴
1967年4月に上京し、馬事公苑騎手養成長期課程に17期生として入所。同期生には東信二、小島貞博などがいた。1972年3月に騎手免許を取得し、東京・佐藤正二厩舎所属でデビュー。初騎乗は同11日の中山第1競走4歳未勝利・ミサワラップ（14頭中4着）で、初勝利は4月29日の福島第2競走4歳以上200万下・ニシノセイユウであった。2年目の1973年には23勝（全国30位）と躍進するが、その後の5年間の勝利数は1桁と2桁を繰り返す。3年目の1974年に福島大賞典をラウンドフアーザーで制して重賞初勝利を挙げた。
1977年には萩本欽一の個人事務所である萩本企画所有のパリアッチでクラシックに騎乗していた。皐月賞8着、日本ダービー9着であった。皐月賞の前哨戦からレース中に落鉄するようになり、本番でも蹄鉄を落として走っていた。ダービー前の追い切りでも鉄が落ちるようになり、ダービーの時には蹄鉄を止める釘を打てるツメの部分が殆ど無くなってしまった。ダービー本番も落鉄覚悟のレースとなり、レース後2本の蹄鉄が落ちていた。
1979年から1990年まで12年連続で2桁勝利を挙げ、1981年にフリーとなり、同年1月31日の東京第1競走4歳未勝利・アマミハンターで通算100勝を達成。1982年と1985年には自己最高の30勝（共に全国27位）をマークし、1984年には11頭中11番人気のプロメイドでカブトヤマ記念を制す。プロメイドは自身が後に最強馬に挙げたマルゼンスキー産駒で、皐月賞馬ハワイアンイメージの3つ下の妹に当たり、中島啓之に乗り替わっての初騎乗で10年ぶりの重賞制覇をマーク。1985年2月17日の中京第9競走雪割草特別・マロンクシェットで200勝を達成し、同年の関屋記念ではタカラスチールで重賞3勝目を挙げる。1988年には新潟大賞典・メークアスマートで3年ぶりの重賞制覇を挙げるが、11頭全馬が0.5秒以内にひしめいてのゴールで、僅か3、4馬身差の中での大接戦を制した。1989年3月12日の中京第2競走4歳未勝利・パラダイスクインで300勝を達成するが、1991年は7勝と落ち込む。1992年には15勝を挙げて盛り返すが、1994年10月30日の東京第4競走4歳以上500万下・ダービーベターで挙げた勝利が最後の勝ち鞍となる。11月20日の福島第6競走4歳未勝利・タイハクジャパン（14頭中12着）を最後に騎乗が無くなり、1995年7月31日付で現役を引退。
引退後は競馬飼糧→JRAファシリティーズに勤務する傍ら、1996年よりテレビ東京『土曜競馬中継→ウイニング競馬』にレギュラー解説者として出演。パドック解説やレース解説を担当していたが、2019年12月28日で降板。2020年からはTwitterを活動の中心に移し、長年培った経験をもとにした、レースの調教診断、パドック診断、レース分析を公開。競馬予想会社「シンクタンク」に情報ルートとして加入し、金曜日のスポーツニッポン紙面で重賞競走の調教診断「The Judge」を掲載中。

## 騎乗成績
| 通算成績 | 1着 | 2着 | 3着 | 4着以下 | 騎乗回数 | 勝率 | 連対率 |
| -------- | --- | --- | --- | ------- | -------- | ---- | ------ |
| 平地     | 364 | 366 | 364 | 2706    | 3800     | .096 | .192   |

### 主な騎乗馬
- ラウンドフアーザー（1974年福島大賞典）
- プロメイド（1984年カブトヤマ記念）
- タカラスチール（1985年関屋記念）
- メークアスマート（1988年新潟大賞典）

## 出演番組
- 土曜競馬中継→ウイニング競馬（テレビ東京）

## 書籍
- JRA競馬場儲けてなんぼの完全攻略データ（毎日コミュニケーションズ、2006年。監修を担当）ISBN 978-4839920432